# Arley Dinas
José Arley Dinas Rodríguez (Caloto, 16 de maio de 1974) é um ex-futebolista profissional colombiano, que atuava como defensor.

## Carreira
Arley Dinas fez parte do elenco da Seleção Colombiana de Futebol na Copa América de 2004.

## Títulos
- Copa Ouro: Vice 2000